# 佐蘭鱷屬
佐蘭鱷屬（學名：Zulmasuchus）是種已滅絕鱷類，屬於鱷形超目西貝鱷類的西貝鱷科，化石發現於玻利維亞的Santa Lucía地層，年代屬於古新世。
在1991年，科學家將這個物種歸類於西貝鱷的Sebecus querejazui。在2007年，Alfredo Paolillo與Omar Linares將這個種建立為新屬，佐蘭鱷（Z. querejazui），屬名是以古生物學家佐蘭·加斯帕里尼（Zulma Gasparini）為名。